# Sant'Eframo Vecchio
Sant'Eframo Vecchio je crkva u središtu Napulja, Italija. Rečeno je da se nalazi ili na mjestu ukopa svetog Eufebija ili na mjestu - ili je izvorno ondje pokopan u katakombi iz 5. stoljeća ili su njegove relikvije tamo prenesene u 13. stoljeću s relikvijama Maksima Napuljskog i Fortunata Napuljskog. Na mjestu je bila prethodna crkva nepoznatog datuma, iako su današnju građevinu prvotno sagradili kapucini 1530. godine. Često je obnavljana, poput nove fasade od majolike iz 1776. s pet ovala koju je izradio Tommaso Bruno. Kad su vjerski redovi bili potisnuti nakon ujedinjenja Italije, kapucini su morali napustiti crkvu 1865. godine. Susjedne samostanske objekte stekao je Monache delle Trentatré, a kapucinima su vraćeni tek 1887. godine.

## Vanjske poveznice
|  | Zajednički poslužitelj ima još gradiva o temi Sant'Eframo Vecchio |